# Liên bang Ba Lan và Lietuva
Thịnh vượng chung Ba Lan và Litva (tiếng Ba Lan: Królestwo Polskie i Wielkie Księstwo Litewskie, tiếng Litva: Lenkijos Karalystė ir Lietuvos Didžioji Kunigaikštystė) hay Liên bang Ba Lan – Litva hay Thịnh vượng chung Ba Lan – Litva là một trong những quốc gia rộng lớn và đông dân nhất Châu Âu thế kỷ 16 và 17. Trong thế kỷ 15-16, nhà nước này liên tiếp bành trướng lãnh thổ, xâm chiếm và đô hộ nhiều vùng đất của người Đông Slav (mà ngày nay thuộc Nga, Ucraina và Belarus), có thời điểm họ còn đem quân bao vây Moskva và suýt nữa đã xâm chiếm được thủ đô của nước Nga. Tại thời điểm lớn mạnh nhất của nó vào đầu thế kỷ 17, nhà nước này có lãnh thổ rộng đến 450.000 dặm vuông Anh (1.200.000 km2) và dân số gồm 11 triệu người thuộc nhiều sắc tộc khác nhau.
Thịnh vượng chung Ba Lan-Litva chính thức được thành lập theo liên minh Lublin vào tháng 7 năm 1569, nhưng trên thực tế vương quốc Ba Lan đã hợp nhất với Đại công quốc Lietuva từ năm 1386, khi nữ vương Ba Lan Hedwig thành hôn với đại vương công Lietuva Jogaila – ông này được tấn phong làm vua Władysław II Jagiełło, đồng trị vì Ba Lan với vợ mình.
Thịnh vượng chung Ba Lan và Litva có đặc trưng độc nhất so với các quốc gia cùng thời vì hệ thống chính trị của nó đặc trưng bởi sự kiểm soát nghiêm ngặt đối với quyền lực của nhà vua. Những sự kiểm soát này được bảo đảm tồn tại bởi một nghị viện (Sejm) do các quý tộc (szlachta) điều khiển. Đặc điểm của chế độ này là tiền thân của những khái niệm về chế độ dân chủ, quân chủ lập hiến, liên bang hiện đại. Hai quốc gia cấu thành liên bang là ngang hàng nhau, tuy nhiên Ba Lan có ảnh hưởng lớn hơn hẳn trong liên bang. Một đặc điểm nữa của Thịnh vượng chung Ba Lan và Litva là sự đa dạng về sắc tộc và sự khoan dung tôn giáo hiếm thấy, mặc dù mức độ khoan dung này thay đổi theo thời gian. Sự khoan dung này bị suy giảm đáng kể sau sự kiện gọi là Trận đại hồng thủy (Tiếng Ba Lan: Potop), một thời kỳ hỗn loạn do cuộc xâm lăng của Đế quốc Thụy Điển gây ra cho Ba Lan.
Sau nhiều thập kỷ của quyền lực và lãnh thổ rộng lớn, Nhà nước Thịnh vượng chung đi vào thời kỳ suy thoái kéo dài. Quân đội và kinh tế suy giảm, sự suy yếu dần của Thịnh vượng chung Ba Lan và Litva dẫn đến sự phân chia nó giữa các lân bang hùng mạnh gồm Áo, Phổ và Nga vào cuối thế kỷ 18. Vào năm 1772, Thịnh vượng chung Ba Lan và Litva yếu đuối bị mất 1/3 lãnh thổ trong cuộc chia cắt Ba Lan lần thứ nhất. Trong khoảng thời gian ngắn trước khi bị xóa sổ, thịnh vượng chung đã cố gắng thông qua các cải cách lớn và ban hành hiến pháp ngày 3 tháng 5 năm 1791. Văn bản được xem như là hiến pháp lâu đời thứ hai trong lịch sử hiện đại.. Đến năm 1795, Thịnh vượng chung Ba Lan và Litva hoàn toàn tan rã trong cuộc phân chia Ba Lan lần thứ ba.

## Tên gọi
Tên gọi chính thức của thực thể này là Thịnh vượng chung Ba Lan và Litva (tiếng Ba Lan: Królestwo Polskie i Wielkie Księstwo Litewskie, tiếng Litva: Lenkijos Karalystė ir Lietuvos Didžioji Kunigaikštystė, tiếng Belarus: Каралеўства Польскае і Вялікае Княства Літоўскае). Nó được nhắc đến trong các tài liệu trước thế kỷ 18 bằng tên Tiếng La Tinh là Regnum Poloniae Magnusque Ducatus Lithuaniae. Từ thế kỷ 17 trở đi nó thường được nhắc đến như Cộng hòa Ba Lan (tiếng Ba Lan: Najjaśniejsza Rzeczpospolita Polska, tiếng Latinh: Serenissima Res Publica Poloniae) trong thư từ ngoại giao. Người dân của quốc gia này thường gọi tên của đất nước mình là Rzeczpospolita (cộng hòa) (tiếng Ba Lan: Rzeczpospolita, tiếng Ruthenia: Рѣч Посполита, tiếng Litva: Žečpospolita). Những người nước ngoài chỉ thường gọi nó là Ba Lan mặc dù Ba Lan chỉ là một thành viên trong liên minh này.
Thuật ngữ phổ biến gần đây trong tiếng Ba Lan "Rzeczpospolita Obojga Narodów" (Thịnh vượng chung/ Cộng hòa của hai quốc gia) mới chỉ xuất hiện vào thế kỷ 20.

## Lịch sử
Ba Lan và Litva đã trải qua những cuộc chiến tranh và liên minh với nhau trong suốt thế kỷ 14 và đầu thế kỷ 15. Vài hiệp ước liên minh đã từng được thiết lập rồi xóa bỏ trước khi thành lập Liên minh Lublin năm 1569 (liên minh Krakow và Vilna, liên minh Krewo, liên minh Vilnius và Radom, liên minh Grodno, liên minh Horodlo). Hiệp ước liên minh này là thành tựu đáng kể của Zygmunt II của Ba Lan, vị vua cuối cùng của triều đại Jagiello. Zygmunt tin rằng có thể duy trì được triều đại của mình bằng cách chấp nhận việc vua của đất nước được bầu ra chứ không phải theo truyền thống cha truyền con nối. Cái chết của ông năm 1572 được nối tiếp bởi thời kỳ ngắt quãng ba năm, trong thời gian đó đã có những điều chỉnh để cho ra đời một hệ thống hiến pháp, những sự điều chỉnh này làm tăng đáng kể quyền lực của giới quý tộc Ba Lan và thiết lập một chế độ bầu chọn Quân Vương thực sự.
Nước này đạt đến thời kỳ hoàng kim của nó vào đầu thế kỷ 17. Nghị viện có quyền lực lớn được kiểm soát bởi những quý tộc. Những người đã miễn cưỡng dây dựa vào cuộc chiến tranh Ba mươi năm. Phần nhiều sự trung lập này đã miễn cho đất nước khỏi sự tàn phá của những cuộc xung đột chính trị tôn giáo đã tàn phá hầu hết châu Âu thời đó. Nước này đã có thể có được khả năng chống lại những địch thủ của mình là Thụy Điển, Nga và những chư hầu của Đế quốc Ottoman. Không những vậy, nó bắt đầu bành trướng thành công trong những cuộc tấn công chống lại những quốc gia láng giềng. Trong một số cuộc xâm lược Nga, Ba Lan-Litva đã xâm chiếm toàn bộ Ucraina và Belarus, thậm chí tiến sát tới thành Moskva và bao vây nó từ 27 tháng 9 năm 1610 đến 4 tháng 11 năm 1612, cho tới khi phải rút lui do cuộc kháng cự quyết liệt của người Nga dưới thời Sa hoàng Mikhail I, cuối cùng cả 2 bên phải ký Hiệp ước Polyanovka vào năm 1634, khôi phục lại hiện trạng trước chiến tranh, trong đó người Nga trả cho liên bang 20.000 ruble vàng, còn Władysław IV Vasa của liên bang thì từ bỏ yêu sách ngai vàng Sa quốc Nga.

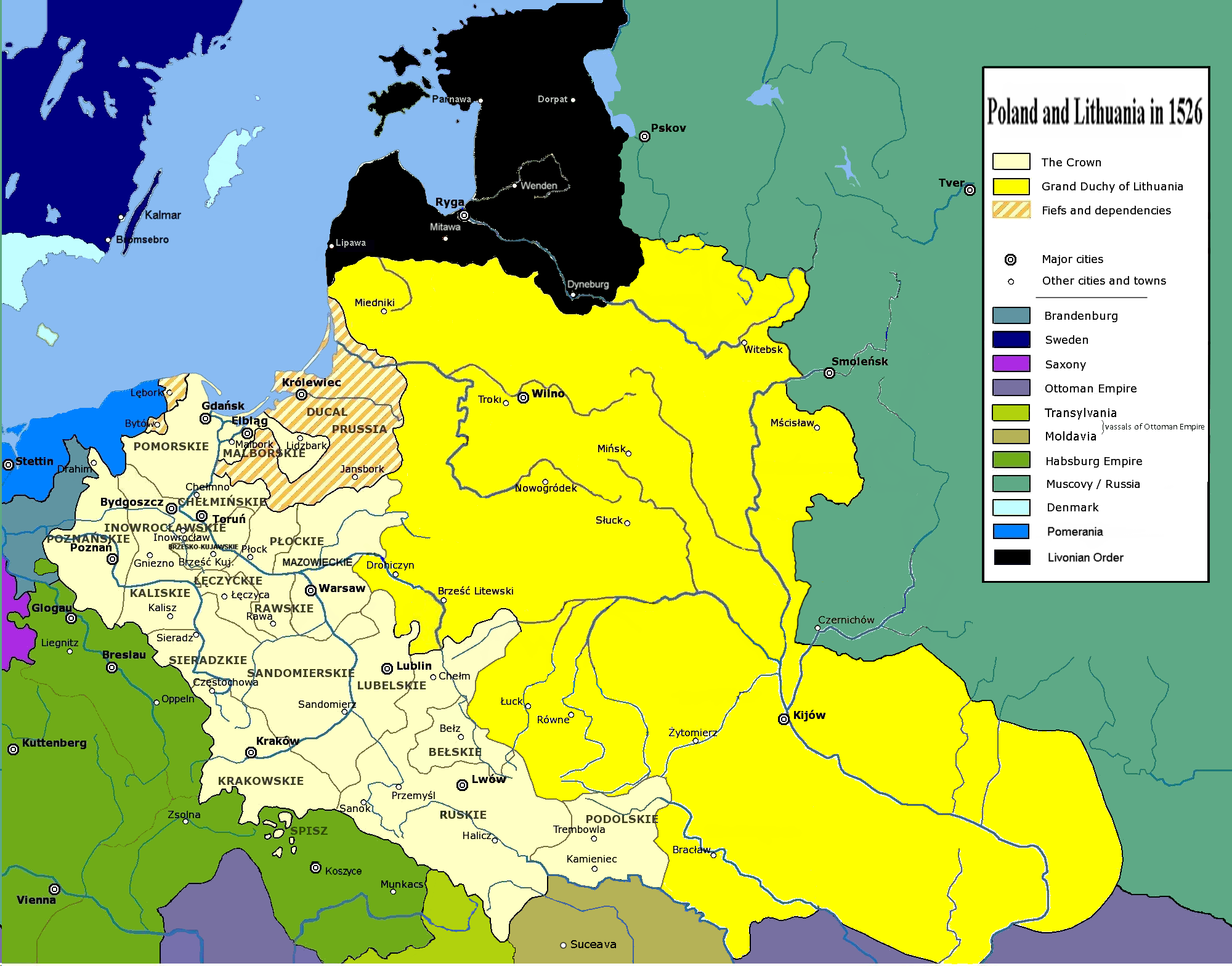
Lãnh thổ năm 1526

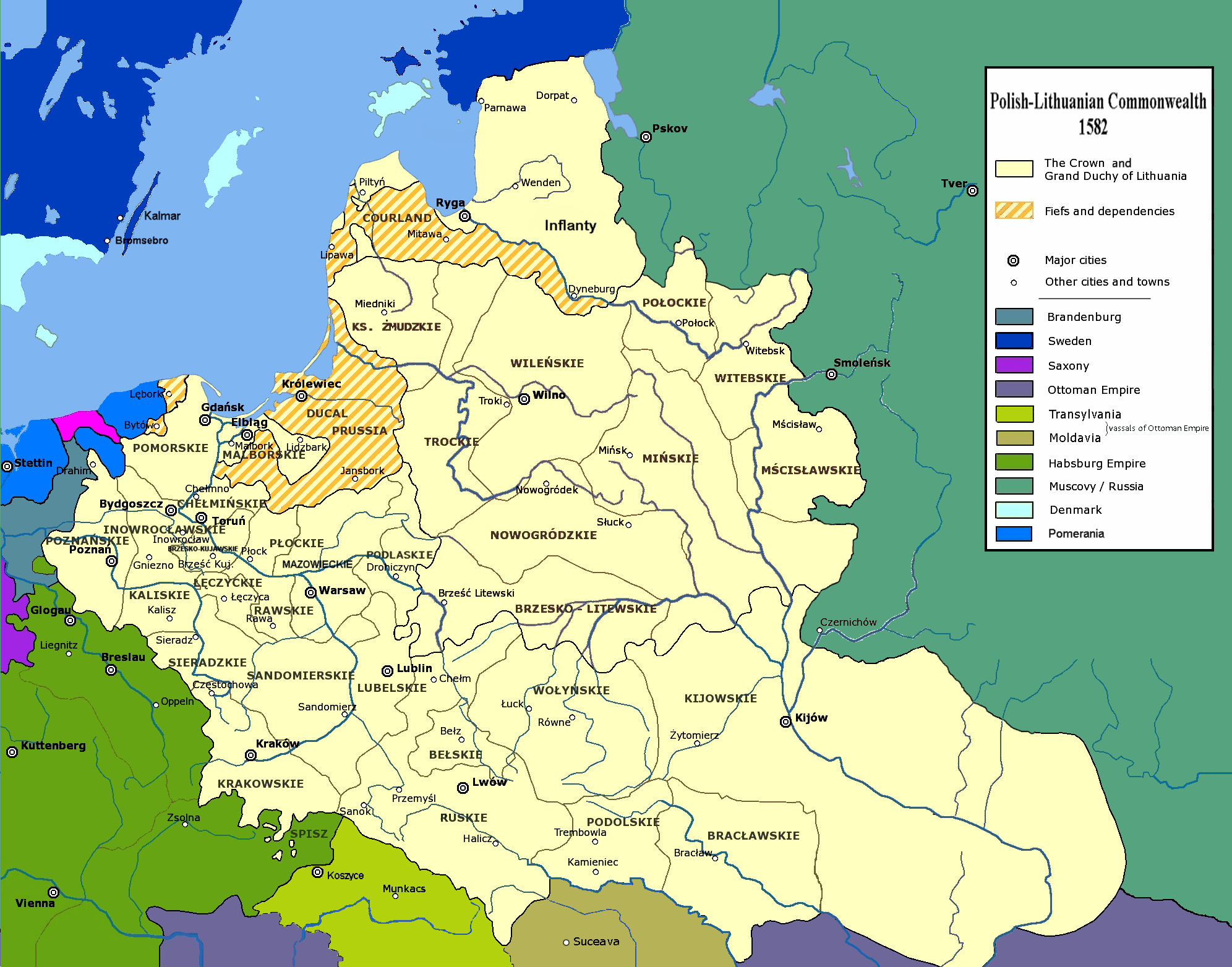
Lãnh thổ năm 1582

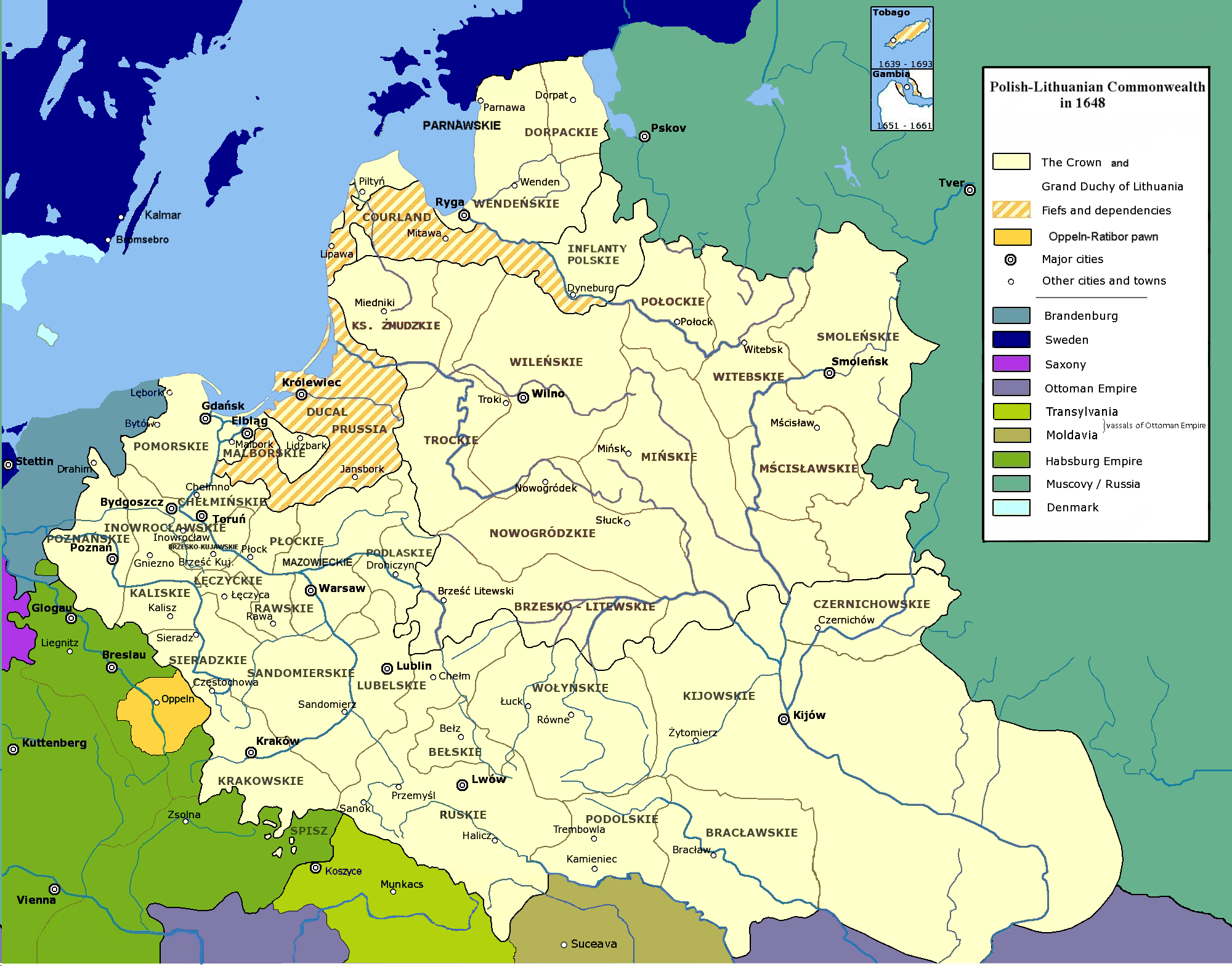
Lãnh thổ năm 1648

Sức mạnh của nước này bắt đầu suy yếu sau hàng loạt cuộc tấn công trong những thập kỷ tiếp theo. Những cuộc khởi nghĩa lớn của người Cossack ở phía đông nam bắt đầu từ năm 1648 đã làm suy yếu dần thịnh vượng chung này. Sự suy yếu còn là kết quả của những yêu sách đòi độc lập từ Ukraina, dưới các điều khoản của hiệp ước Pereyaslav được bảo hộ bởi Nga hoàng. Ảnh hưởng của Nga với Ukraina dần thay thế Ba Lan. Cuộc tấn công khác là cuộc xâm lược của người Thụy Điển năm 1655, được hỗ trợ bởi quân của công tước Transilvania György Rákóczi II và tuyển hầu tước Brandenburg Friedrich Wilhelm I. Và sự kiện mang tên Trận đại hồng thủy là kết quả của cuộc xâm lăng của Thụy Điển đối với Ba Lan-Litva.

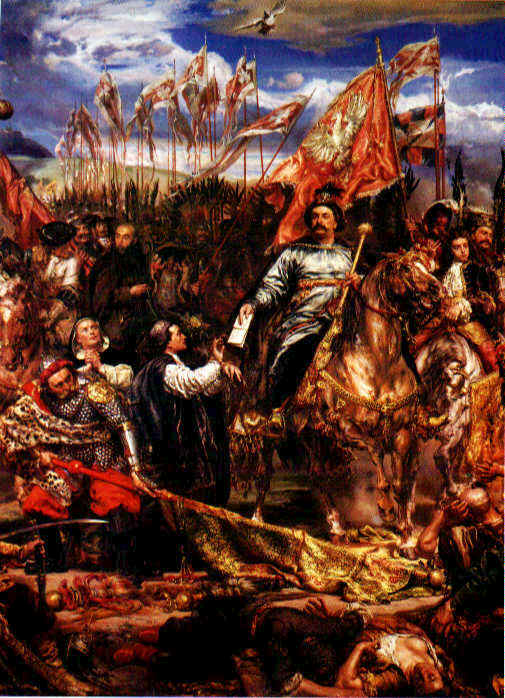
Vua Jan III Sobieski trong trận Viên ngày 12 tháng 9 năm 1683 họa phẩm của Jan Matejko

Cuối thế kỷ 17, vua Ba Lan-Litva Jan III Sobieski đã liên kết với hoàng đế Đế quốc La Mã Thần thánh Leopold I của Thánh chế La Mã để chống lại sự bành trướng vào Trung Âu của đế quốc Thổ Nhĩ Kỳ. Năm 1683, quân Thổ bao vây uy hiếp kinh đô Viên của Đế quốc La-Đức. Jan kéo quân sang Viên và hợp lực với quân đội Đế quốc La Mã Thần thánh đánh tan quân Thổ trong trận Kahlenberg, làm thất bại hoàn toàn ý đồ thôn tính Viên của hoàng đế Thổ Nhĩ Kỳ. Kết quả trận Kahlenberg được xem là bước ngoặt cuối cùng trong cuộc xung đột kéo dài 250 năm giữa các nước phong kiến phương Tây với người Thổ Nhĩ Kỳ. Chiến thắng Kahlenberg cùng nhiều nỗ lực khác của người Ba Lan-Litva trong hàng thế kỷ chiến đấu chống quân Thổ đã khiến họ được thế giới Ki-tô giáo phong tặng danh hiệu "Thành đồng của Cơ Đốc giáo" (Antemurale Christianitatis). Trong 16 năm tiếp theo, Ba Lan-Litva đã tham gia Đại chiến Thổ Nhĩ Kỳ và góp phần đánh bật người Thổ về mạn nam sông Donau, khiến họ vĩnh viên không bao giờ uy hiếp Trung Âu được nữa.

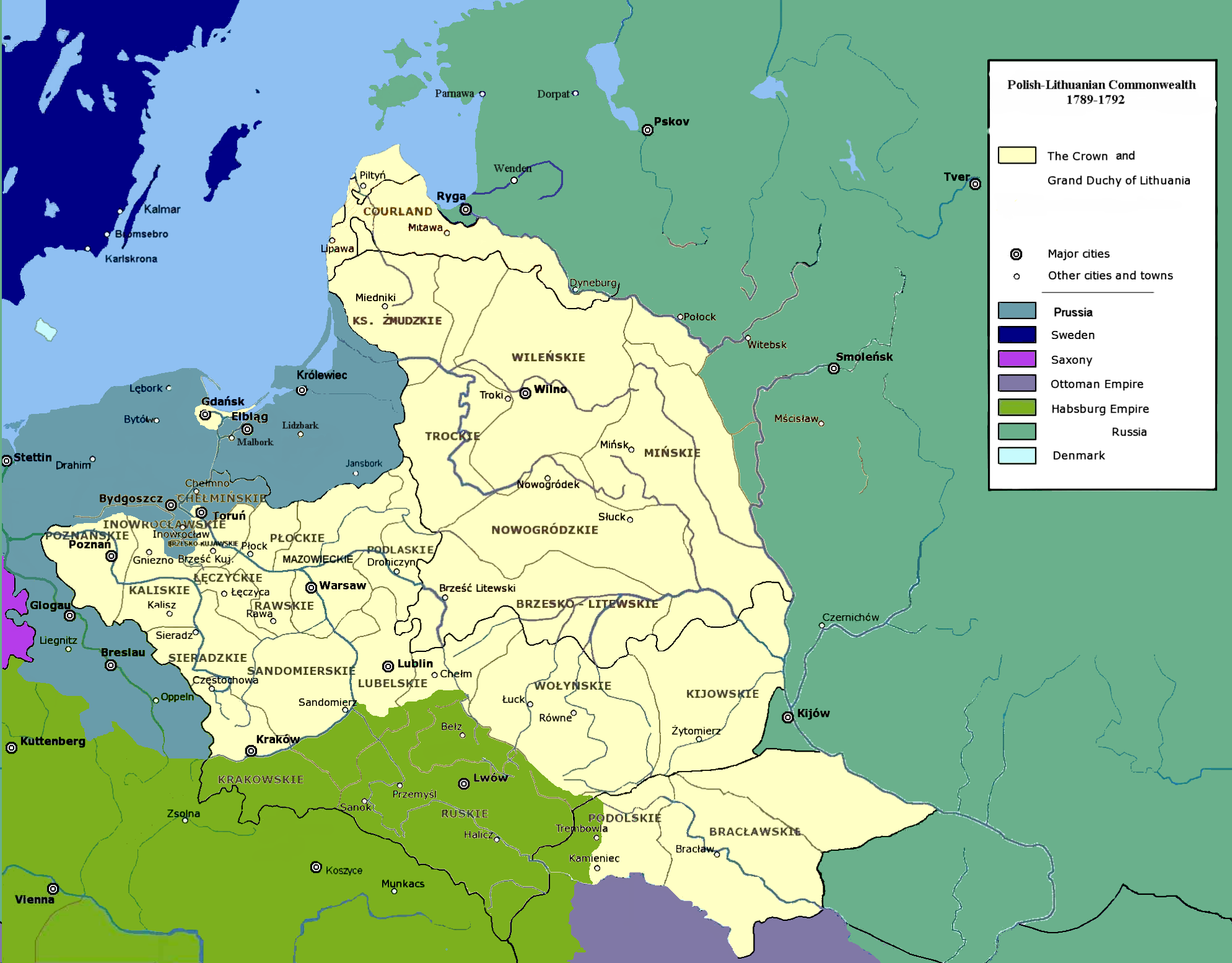
Lãnh thổ năm 1789-1792

Đến thế kỷ 18, sự bất ổn về chính trị đã làm cho Ba Lan đi đến bờ vực của sự hỗn loạn. Nội bộ quốc gia trở nên lục đục, dễ bị các quốc gia khác chi phối. Một cuộc nội chiến giữa nhà vua và quý tộc đã nổ ra vào năm 1715, vua Nga Pyotr I của Nga đã đứng ra hòa giải và hành động đó càng làm suy yếu hơn nữa Thịnh vượng chung Ba Lan và Litva. Quân đội Nga hiện diện tại Nghị viện Im lặng năm 1717, điều này đã buộc Ba Lan giới hạn quân đội của mình ở mức 24 nghìn người và tái khẳng định quyền tự do phủ quyết (liberum veto), trục xuất quân đội của Tuyển hầu tước Sachsen khỏi Ba Lan. Cuối cùng Pyotr I đã thành công trong việc đưa Thịnh vượng chung Ba Lan và Litva trở thành một chư hầu của nước Nga. Dưới triều vua Louis XV của Pháp, nước Pháp toan tính khôi phục lại quyền bảo hộ Ba Lan, và vua Pháp đã tôn người cha vợ của mình là Stanisław I Leszczyński làm vua Ba Lan.
Nhưng trong cuộc Chiến tranh Kế vị Ba Lan, liên quân Nga - Áo đánh bại quân Pháp. Đến giữa thế kỷ 18, tình hình chính trị châu Âu diễn ra thất thường. Trong cuộc Chiến tranh Bảy năm, giữa liên quân Nga - Áo - Pháp - Thụy Điển - Sachsen..., Quân đội Nga thường dùng Ba Lan làm bàn đạp cho các chiến dịch của họ. Sau cuộc chiến tranh này, việc vua Ba Lan là August III (1763) lại dấy lên tranh cãi về việc kế vị ngai vàng Ba Lan. Vua Friedrich II của Phổ không để yên cho Áo và Nga đột chiếm Ba Lan, trong bối cảnh châu Âu đã kiệt quệ với cuộc Chiến tranh Bảy năm và hai nước Nga, Áo có thể lợi dụng tình hình vô chính phủ của Ba Lan. Ông ta lo sợ Nữ hoàng Nga là Yekaterina II sẽ hoàn tất công cuộc sáp nhập Ba Lan vào Nga qua việc đưa một người tình cũ của bà là nhà quý tộc người Ba Lan tên là Stanisław Antoni Poniatowski lên làm Quốc vương Ba Lan, tức vua Stanisław II August Poniatowski. Một khi Đế quốc Nga trở nên quá hùng mạnh, họ có thể chiếm luôn vùng đất Đông Phổ do vùng đất này bị ngăn cách với phần đất còn lại của chế độ quân chủ nước Phổ.
Việc Phổ không có một đồng minh nào sau Chiến tranh Bảy năm, kết hợp với việc triều định Áo phản đối Ekaterina II tôn Poniatowski làm Quốc vương Ba Lan, đã đưa đến sự hình thành của liên minh Nga-Phổ năm 1764. Một trong các điều khoản của Liên minh này là cả hai cường quốc Phổ và Nga đều là "những người bảo hộ của quyền bầu cử tự do của nhân dân Ba Lan" và đều là những người bảo trợ của vua Stanisław II Poniatowski. Liên minh Nga - Phổ đã đưa nước Phổ thoát khỏi nguy cơ cô lập, đóng vai trò quan trọng đối với Friedrich II. Triều đình Phổ giờ đây có thể đục khoét sâu vào vấn đề Ba Lan để chi phối những chính sách của Triều đình Nga. Vào năm 1768, nước Ba Lan chỉ khá hơn một chút so với một tỉnh của nước Nga, trong khi Liên minh Bar được một nhóm quý tộc thiết lập vào năm 1768, vùng lên khởi nghĩa chống lại quân Nga. Quân đội Nga đánh bại quân khởi nghĩa Bar và đẩy lui họ về Thổ Nhĩ Kỳ. Quân Thổ tuyên chiến với quân Nga, nhưng bị đánh thảm bại, và quân Nga tiến đánh xứ Wallachia và xứ Moldavia - ngày nay là România.
Nước Áo lo sợ quân Nga sẽ vượt sông Danube, nên tổng động viên quân sĩ ở vùng biên giới và đe dọa chiến tranh với Nga. Qua Hiệp ước phòng thủ Nga - Phổ (1764), Friedrich II phải phái một đạo quân đến giúp quân Nga, hoặc là viện trợ cho họ khi có chiến tranh nổ ra. Do đó, nước Phổ ở trong tình thế nguy hiểm: hai nước Nga và Áo có thể sẽ cùng nhau xâu xé Thổ Nhĩ Kỳ rồi sau đó xé bỏ Liên minh Nga - Phổ. Do đó, ông hoạt động vô cùng năng nổ cho công cuộc xâu xé Ba Lan sắp tới. Vào năm 1772, ông yêu cầu Nữ hoàng Ekaterina II và Nữ hoàng Maria Theresia của Áo tiến hành cuộc chia cắt Ba Lan lần thứ nhất. Nước Nga giành được một phần đất rộng lớn hơn hẳn Phổ, và nước Áo giành được một phần đất đông dân hơn hẳn Phổ, nhưng nước Phổ nhận được lợi thế nhất. Vùng Đông Phổ không còn bị cô lập, vua Phổ mở được những vùng biên cương chiến lược của đất nước đến sông Wisla và sông Netze.

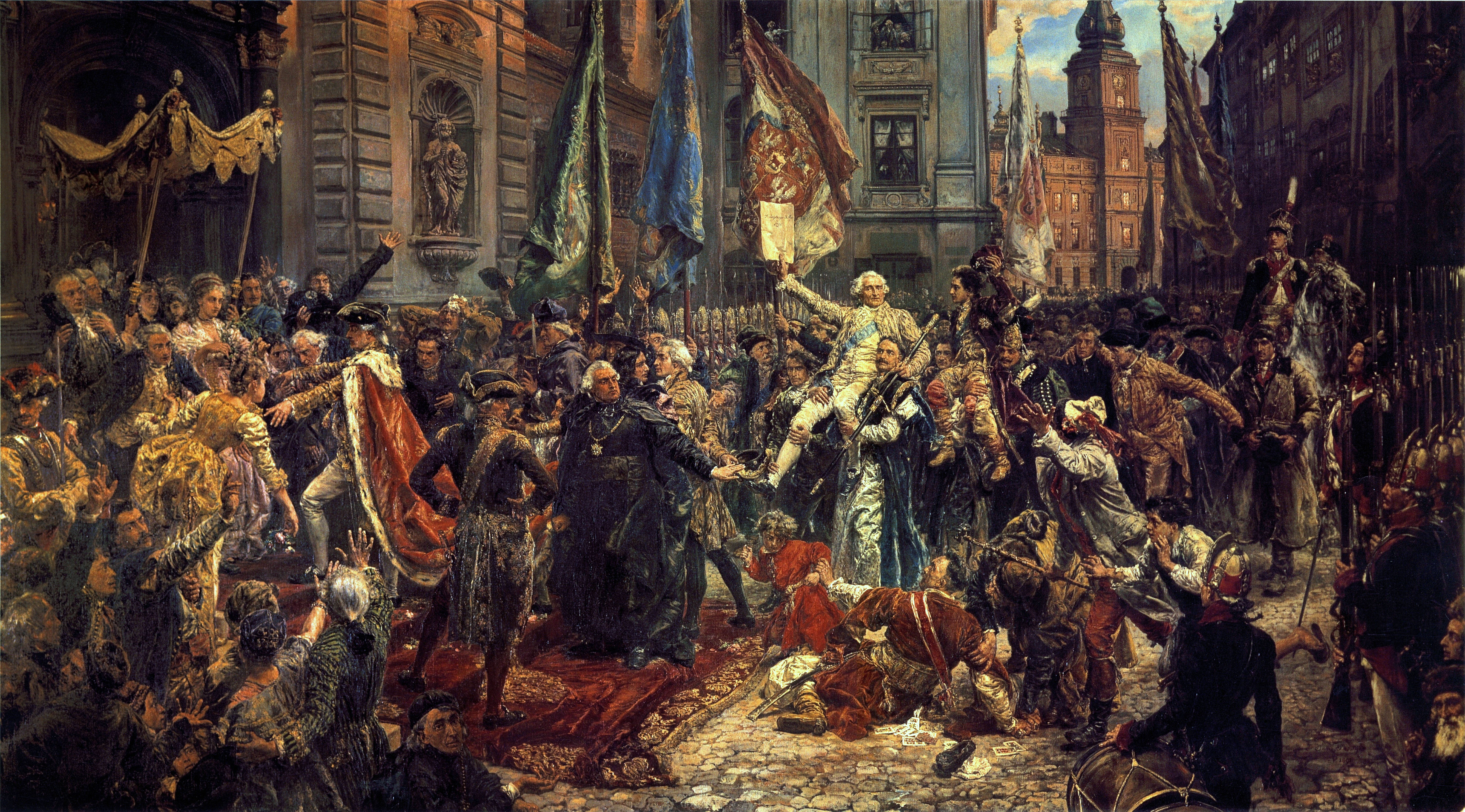
Hiến pháp ngày 3 tháng 5 năm 1791 họa phẩm của Jan Matejko

Đến các thập niên 1780 - 1790, trong khi nước Nga lâm chiến với Thổ Nhĩ Kỳ và Thụy Điển, nhân dân Ba Lan nhận thấy cơ hội giành lại độc lập cho mình. Vua nước Phổ là Friedrich Wilhelm II hứa sẽ giúp đỡ phong trào Cách mạng Ba Lan, và lời hứa hẹn này đã khuyến khích dân tộc Ba Lan ban hành Hiến pháp vào ngày 3 tháng 5 năm 1791, bãi bỏ quyền "tự do phủ quyết" và tuyên bố thực hiện chế độ quân chủ cha truyền con nối. Nhưng sau đó, Triều đình Nga ký kết hòa ước với Triều đình Thổ Nhĩ Kỳ, quân Nga tiến đánh Ba Lan. Quân khởi nghĩa Ba Lan chống cự yếu ớt. Cùng lúc, phong trào Cách mạng Pháp bùng nổ, do không muốn nước Phổ phải đương đầu với cả Pháp lẫn Nga, vua Friedrich Wilhelm II không những không giúp Ba Lan, mà lại còn xua quân chinh phạt nước này. Để khuyến khích Triều đình Phổ chiến đấu mãnh liệt với Cách mạng Pháp, và để ngăn ngừa Triều đình Phổ giúp đỡ Ba Lan, Triều đình Nga thỏa thuận chia cắt Ba Lan với Triều đình Phổ, và đó là cuộc chia cắt Ba Lan lần thứ hai (1793)..
Tuy nhiên, vào Mùa Xuân năm sau, nhân dân Ba Lan lại vùng lên khởi nghĩa. Họ giết chết hoặc bắt sống binh lính Nga đồn trú ở kinh đô Warsawa. Hay tin, Quốc vương Friedrich Wilhelm II xua Quân đội Phổ đến đánh bại quân khởi nghĩa Ba Lan và đánh úp Cracow, nhưng phải rút khỏi kinh thành Warsawa để đối mặt với một cuộc bạo loạn ở miền Nam Phổ. Trong khi đó, quân tinh nhuệ Nga và Áo cũng xâm lược Ba Lan, dưới sự chỉ huy của Nguyên soái Aleksandr Vasilyevich Suvorov và viên tướng Ivan Ivanovitch Hermann von Fersen. Để ngăn cách hai đạo quân Nga của Suvorov và Fersen liên kết với nhau, quân khởi nghĩa Ba Lan tấn công quân Nga của Fersen, nhưng bị đánh tan tác và người thủ lĩnh của họ bị bắt làm tù binh. Quân Nga của Nguyên soái Suvorov cũng chiếm đóng thành phố Praha. Cuộc chiến đấu kết thúc với sự kiện kinh đô Warsawa thất thủ và Stanisław II thoái vị, ông mất năm 1798 tại kinh đô Sankt-Peterburg của Nga. Cuối cùng, cuộc chia cắt Ba Lan lần thứ ba (1795), cũng là cuộc chia cắt Ba Lan lần cuối cùng được thực hiện giữa ba nước Phổ, Áo và Nga. Kinh thành Warsawa rơi vào tay Vương quốc Phổ trước khi được trao lại cho người Nga, nước sau đó sẽ đánh chiếm nhiều đất nhất của thịnh vượng chung cũ. Với cuộc chia cắt Ba Lan vào năm 1795, Ba Lan và Litva đã hoàn toàn bị xóa sổ khỏi bản đồ châu Âu. Năm 1918 nền độc lập của Ba Lan và Litva mới được khôi phục lại hoàn toàn sau khi Đế quốc Nga và Đế quốc Đức sụp đổ.

## Tổ chức nhà nước và chính trị

### Quyền tự do vàng

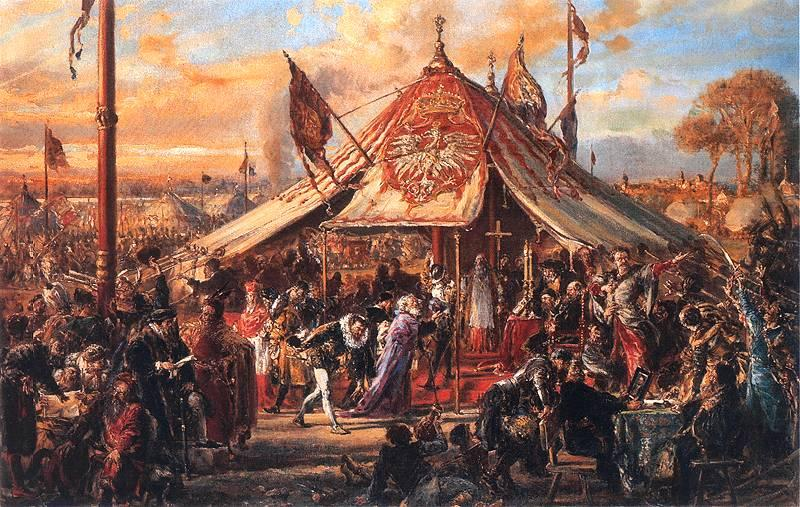
Thời kỳ hoàng kim của nền cộng hòa. Cuộc bầu chọn vua Ba Lan năm 1573 họa phẩm của Jan Matejko.

Học thuyết chính trị của Thịnh vượng chung Ba Lan và Litva là: nhà nước của chúng ta là một nền cộng hòa dưới nhiệm kỳ cai trị của nhà vua. Quan chưởng ấn Jan Zamoyski đã khẳng định lại học thuyết này khi ông nói rằng: Rex regnat et non gubernat ( nhà vua ngự trị nhưng không cai trị). Thịnh vượng chung Ba Lan và Litva cho phép lập một nghị viện, Sejm. Nhà vua có nghĩa vụ tôn trọng các quyền công dân được ghi rõ trong các điều luật của vua Henry cũng như trong Pacta conventa (những thỏa thuận phải tán thành) đã được đàm phán vào lúc bầu chọn ông.
Quyền lực của nhà vua bị giới hạn vì sự chi phối của số đông tầng lớp quý tộc. Mỗi vị vua mới phải ký vào những điều luật của vua Henry, thứ trở thành nền tảng của hệ thống chính trị Ba Lan(và bao gồm cả những cam kết gần như chưa từng có đối với sự khoan dung tôn giáo). Theo thời gian, các điều luật của vua Henry đã hợp nhất với Pacta conventa trở thành những cam kết rõ ràng mà vị vua mới được bầu phải chấp nhận. Từ thời điểm đó trở đi, nhà vua thực sự trở thành một cộng sự với giới quý tộc và luôn bị giám sát bởi một nhóm nghị sĩ. Sejm có quyền phủ quyết nhà vua trong những vấn đề quan trọng, bao gồm cả quyền lập pháp, những vấn đề đối ngoại, tuyên bố chiến tranh và cả hệ thống thuế (những thay đổi đối với các loại thuế hiện hành hoặc tiền thu được từ một loại thuế mới).
Nền tảng hệ thống chính trị của Thịnh vượng chung Ba Lan và Litva, quyền tự do vàng(Tiếng Ba Lan: Zlota Wolność, một thuật ngữ được sử dụng từ năm 1573 trở đi) bao gồm:
- Tự do bầu chọn vua bởi tất cả quý tộc muốn tham gia.
- Sejm tức nghị viện của liên bang, Nhà vua phải tổ chức hai năm một lần.
- Pacta conventa (Tiếng La Tinh), "Những thỏa thuận phải tán thành" Đàm phán với vị vua mới được bầu, Bao gồm cả một dự luật về các quyền ràng buộc lên nhà vua xuất phát từ các điều luật của vua henry trước đó.
- Rokosz (quyền nổi dậy) là quyền của szlachta để tạo ra một cuộc nổi dậy hợp pháp chống lại một vị vua vi phạm sự bảo đảm các đặc quyền của szlachta.
- Liberum veto (Tiếng La Tinh) Quyền của một nghị sĩ trong Sejm để chống lại một phán quyết trước số đông trong một kỳ họp Sejm. Những tuyên bố tự do phủ quyết như vậy sẽ làm vô hiệu hóa tất cả các đạo luật định thông qua trong kỳ họp đó, trong thời kỳ khủng hoảng vào nửa sau thế kỷ 17, các quý tộc Ba Lan có khả năng sử dụng cả quyền tự do phủ quyết tại Sejmik (nghị viện địa phương).
- Konfederacja, quyền thành lập một tổ chức thông qua quyền lực để nhắm đến một mục tiêu chính trị chung.

Ba khu vực của Thịnh vượng chung Ba Lan và Litva được hưởng quyền tự trị. Mỗi Voivodship (đơn vị hành chính của Ba Lan-Litva tương đương với tỉnh) có một nghị viện riêng (Sejmik) để thực hiện các quyền hạn chính trị, bao gồm cả lựa chọn đại diện đến Sejm quốc gia và giao cho người đại diện các chỉ dẫn cụ thể để biểu quyết tại Sejm. Đại công quốc Lietuva có quân đội, ngân khố riêng và thành lập hầu hết các chính quyền khác của mình.
Quyền tự do vàng tạo ra một nhà nước đặc biệt trong thời đại của nó. Mặc dù có phần tương tự với những chế độ chính trị tồn tại ở các thành bang cùng thời như cộng hòa Venezia. Điều thú vị là cả hai nhà nước này đều được gọi là nước cộng hòa thanh bình nhất. Vào thời điểm hầu hết các quốc gia châu âu đều tập trung vào chế độ quân chủ chuyên chế, chiến tranh giữa các triều đại và tôn giáo. Duy nhất Thịnh vượng chung Ba Lan và Litva thử nghiệm với mô hình về sự phân quyền, liên minh và liên bang, nền dân chủ, sự khoan dung tôn giáo và thậm chí cả chủ nghĩa hòa bình. Sejm thường sử dụng quyền phủ quyết trong các cuộc chiến tranh được xem như một ví dụ về học thuyết hòa bình dân chủ.
Hệ thống chính trị đặc biệt so với thời đại của nó xuất phát từ sự thắng lợi của tầng lớp quý tộc szlachta trước những tầng lớp xã hội khác và trước chế độ quân chủ. Theo thời gian, Szlachta đã tích lũy đủ các đặc quyền điều mà không một vị vua nào có thể hi vọng đánh đổ được sự nắm quyền của szlachta. Thịnh vượng chung Ba Lan và Litva có thể được miêu tả như một sự pha trộn của:
- Liên minh và liên bang, Vì tồn tại quyền tự trị rộng rãi của các khu vực. Song điều đó trở thành khó khăn khi muốn kêu gọi một trong số các liên minh hoặc liên bang trong thịnh vượng chung.
- Đầu sỏ chính trị, vì chỉ có szlachta tức gần 15% dân số có quyền lực chính trị.
- Chế độ dân chủ, vì tất cả szachta có các quyền và đặc quyền ngang nhau, và Sejm có quyền phủ quyết nhà vua trong các vấn đề quan trọng. Ngoài ra 15% dân số của thịnh vượng chung được hưởng các quyền lợi chính trị đấy (các szlachta) một tỷ lệ lớn hơn hầu hết các nước châu âu, lưu ý rằng vào năm 1789 ở Pháp chỉ có khoảng 1% dân số có quyền bầu cử, và vào năm 1867 ở Anh chỉ khoảng 3%.
- Nền quân chủ bầu chọn vua, vì nhà vua được bầu bởi các szlachta.
- Quân chủ lập hiến, vì nhà vua bị giới hạn bởi Pacta conventa và những đạo luật khác và szlachta có thể bất tuân mệnh lệnh của bất kỳ vị vua nào mà họ cho rằng bất hợp pháp.

## Di sản
Công quốc Warszawa được thành lập năm 1807 là vết tích còn lại của thịnh vượng chung. Những phong trào phục hồi khác xuất hiện trong cuộc Khởi nghĩa tháng Mười Một (1830–31), Khởi nghĩa tháng Giêng (1863–64) và vào năm 1920 gồm cả những nỗ lực thất bại của Józef Piłsudski nhằm tạo ra Międzymorze một liên bang gồm nhiều quốc gia đông-trung Âu và vùng Ban Tích dưới sự bảo trợ của Ba Lan nhằm phục hồi lại nhà nước Ba Lan-Litva cũ, liên bang đó sẽ bao gồm cả Litva và Ukraina. Ngày hôm nay Cộng hòa Ba Lan tự xem mình là quốc gia kế thừa của thịnh vượng chung. Nhưng ngược lại, cộng hòa Litva được thành lập vào cuối chiến tranh thế giới thứ nhất xem sự tham gia của Litva vào Thịnh vượng chung Ba Lan và Litva xưa kia hầu hết bằng một cái nhìn phủ nhận trong giai đoạn đầu giành lại độc lập của mình Nhưng quan điểm này đã thay đổi gần đây.